# Eva Tamargo
Eva Tamargo Nápoles (El Bronx, Nueva York, 24 de diciembre de 1960) es una actriz estadounidense que ha participado con roles principales y secundarios en telenovelas y películas.

## Carrera
Nació el 24 de diciembre de 1960 en El Bronx de Nueva York, como hija de Rosalba Nápoles y Agustín Tamargo. Fue acreditada durante sus primeros años de carrera como Eva Tamargo-Lemus, debido a su matrimonio con Michael Lemus, con quien tuvo dos hijos: August y Gaby.
En 1995, participa en El silencio de Neto. En 1995, participa en Marielena junto a Lucía Méndez, donde interpreta a Cecilia.   
En 2004, participa en Rebeldes y cobardes, como Malena. En 2007, vuelve con Saints & Sinners, donde interpretó a Hellen. 
De 1999 a 2008 actúa en Passions, como Pilar López. En 2009, participa en Navy, investigación criminal, como Adriana López.  
En 2010, participa en Más sabe el diablo, donde interpretó a Arianna Dávila. En 2010, con un papel estelar en la telenovela El fantasma de Elena, como Mariela de Lafé. En 2011, participa en la teleserie No me hallo, como Leonor. Su papel más reciente es el de María Rivera en El Talismán.
En 2013 participó en The Lookout y Meat, ambas en ese año. En 2014 en Venevisión Internacional, participa en Cosita linda, donde interpreta a Thelma. Al lado de Christian Meier, Zuleyka Rivera y Ana L. Sánchez.
Desde 2013 a 2014, y ocasionalmente regresando en 2020, actuó en la exitosa telenovela de Tyler Perry The Have and the Have Nots.

## Filmografía

### Telenovelas
- 1992 - Marielena - Cecilia
- 2009/2010 - Más sabe el diablo - Ariana de Dávila
- 2010 - El fantasma de Elena - Mariela Gil de Lafé
- 2012 - El Talismán - María Rivera
- 2014 - Cosita linda - Telma Luján

### Cine
- 1994 - El silencio de Neto - Elena Yepes
- 1999 - Un domingo cualquiera - Reportera Henderson
- 2004 - Rebeldes y cobardes - Malena
- 2013 - Our Boys - Angélica
- 2013 - Meat
- 2014 - The First - Madre
- 2014 - The Lockout - Sandra Allen
- 2014 - Accidental Porn Star - Theresa Caiola
- 2016 - American Bred - Catalina Adamo
- 2016 - L.A. Series - Victoria

### Series
- 2007 - Saints & Sinners - Hellen
- 1999-2008 - Passions - Pilar López-FitzGerald
- 2009 - Navy: Investigación Criminal - Adriana López
- 2013-2019 - The Have and the Have Nots - Céline Gonzales
- 2015 - Meat - Teresa

### Miniseries
- 2011 - No me hallo - Leonor
- 2005 - Mujer, casos de la vida real

### Ella misma
- 2003 - La cenicienta
- 2004 - American Veterans Awards
- 2005 - Blind date
- 2004 - 2006 - SoapTalk
- 2007 - 1 vs. 100